# 六號鎮區 (阿肯色州本頓縣)
六號鎮區（英語：Township 6）是位於美國阿肯色州本頓縣的一個行政鎮區。根據2010年美國人口普查，該地共人口14033人，而該地的面積約為54.21平方千米。

## 地理
六號鎮區的座標為36°22′49″N 94°07′44″W / 36.38028°N 94.12889°W，而該地最高點為海拔高度米（即英尺）。